# Togylet (Örkeneds socken, Skåne, 625519-141394)
Togylet är en sjö i Osby kommun i Skåne och ingår i Skräbeåns huvudavrinningsområde.